# Ayase, Kanagawa
Ayase (綾瀬市 Ayase-shi) là thành phố thuộc tỉnh Kanagawa của Nhật Bản.